# Кони Диомеда

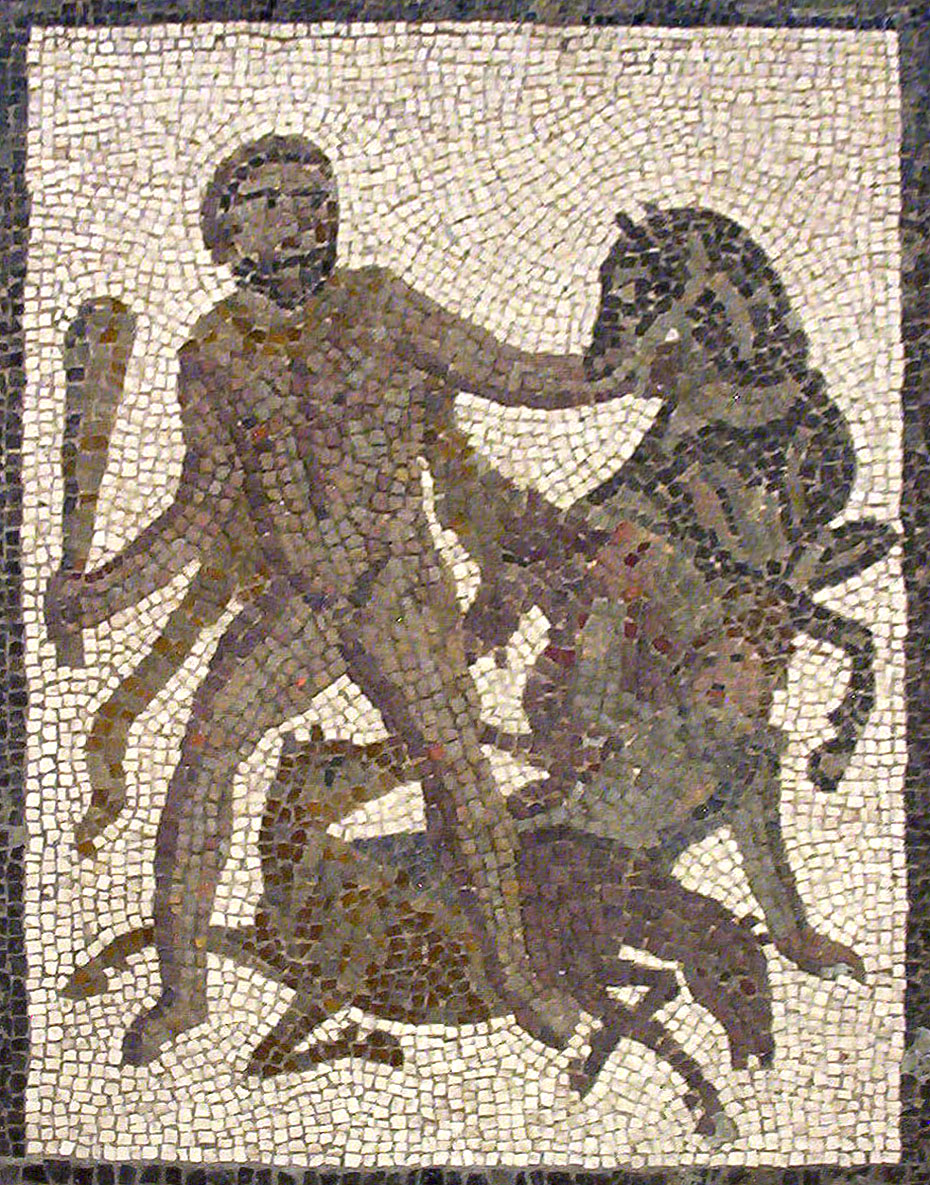
Геракл и кони Диомеда

Кони Диомеда — в древнегреческой мифологии кони Диомеда, царя бистонов, жившего во Фракии. Эти кони были невероятно прекрасными животными, и никакие путы не могли удержать их, поэтому животные были прикованы цепями в стойлах. Кормил же царь своих животных человеческим мясом.

## Восьмой подвиг Геракла
Микенский царь Эврисфей велел Гераклу доставить в Микены дивных кобылиц-людоедов Диомеда. Герою удалось завладеть лошадьми и увести их на свой корабль. Но на берегу Геракла настиг Диомед со своими воинами: сыну Зевса пришлось вступить в схватку с бистонским царём и его воинством и победить.
Но когда герой вернулся на корабль, его ждала ужасная новость. За время битвы лошади растерзали любимца Геракла Абдера, сына Гермеса, которому герой поручил их охрану. Сын Зевса похоронил своего любимца с великими почестями, а рядом с могилой основал город, названный Абдерой.
Когда лошадей доставили Эврисфею, микенский царь велел выпустить их на волю: они убежали в горы, где были растерзаны дикими животными, поскольку ели только человеческое мясо и поэтому бросались на всё живое.
По другой версии кобылиц Эврисфей посвятил Гере, и их потомство просуществовало до времени Александра Великого. Ещё по одному толкованию, это дикие лошади, которых Геракл запряг в повозку.
Исследовательница Рут Паркс, рассматривая образ Авентина, сына Геракла, в поэме Вергилия «Энеида», предположила, что в колеснице героя были запряжены кони Диомеда. И благодаря этим скакунам, Авентин одержал победу в скачках.